# قرة تبة (شاهين دج)
قرة تبة هي قرية في مقاطعة شاهين دج، إيران. عدد سكان هذه القرية هو 531 في سنة 2006.